# Panika na stacji metra Niamiha w Mińsku
Panika na stacji metra Niamiha – tragedia, do której doszło pod koniec piwnego święta w Mińsku w niedzielę 30 maja 1999 roku, w czasie koncertu rockowego na wolnym powietrzu (niedaleko Pałacu Sportu) zorganizowanego przez firmy Aliwaryja i Dżaz-Kraft. Podczas tego wydarzenia śmierć poniosły 53 osoby.

## Opis zdarzenia
Młodzież słuchająca koncertu, chcąc schować się przed niespodziewaną burzą z gradem, ruszyła do przejścia podziemnego na stacji metra Niamiha. Z powodu deszczu schody zrobiły się bardzo śliskie i wiele osób przewracało się, a potem nie mogło się podnieść. W wyniku stratowania zginęły 53 osoby, ponad 250 zostało rannych. Większość ofiar to nastolatki. Większość zmarła w wyniku uduszenia i ran. Mnóstwo ofiar miało głębokie rany kłute na ciele, zadane butami na wysokich obcasach. Według zeznań świadków, święto trwało jeszcze godzinę po tragedii.

## Konsekwencje tragedii
Wkrótce po zdarzeniu podał się do dymisji przewodniczący Mińskiego Miejskiego Komitetu Wykonawczego Uładzimir Jarmoszyn, jednak prezydent Alaksandr Łukaszenka dymisji nie przyjął. W kraju ogłoszono dwudniową żałobę narodową. Decyzją Mińskiego Miejskiego Komitetu Wykonawczego i miejscowych komitetów wykonawczych, bliscy ofiar otrzymali na dwa lata prawo bezpłatnego przejazdu transportem miejskim, bezpłatnych leków i zwolnienie z opłat za usługi komunalne. Ulgi zostały zlikwidowane w 2002 roku decyzją Łukaszenki. Bliscy ofiar bezskutecznie odwoływali się od decyzji w sądzie.

## Upamiętnianie
Na miejscu zdarzenia, obok wejścia na stację metra Niamiha, 30 maja 2002 roku odsłonięto pomnik ku czci ofiar w formie 53 róż, rozrzuconych na metaforycznych stopniach schodów, a także niewielką kapliczkę z krzyżem prawosławnym z informacją o tragedii.

### Panika w kulturze
Wydarzenia z 1999 roku zostały opisane w książce Artura Klinaua Mińsk. Przewodnik po Mieście Słońca. Autor porównuje tragedię ludzi w metrze do tragedii poległych w bitwie nad Niemigą, która zdarzyła się w tym samym miejscu w 1067 roku. Metafizyczną siłę sprawczą obu tragedii przypisuje rzece Niamisze, która została w czasach sowieckich skanalizowana i wprowadzona pod ziemię:

Powtórzyła się historia sprzed blisko tysiąca lat. „Nad Niamihą kładą snopy głów, rzucają na klepiska dusze i wymłócają je z ciał. Złym ziarnem obsiano krwawe brzegi Namihy”. Przekleństwo krwawych brzegów powróciło. Powróciła rzeka, spadła z nieba, porwała dzieci Miasta i zabiła je na swoich brzegach, ale tym razem pod ziemią, bo przecież od wielu już lat Niamiha jest rzeką podziemną. Krwawe brzegi podziemnej rzeki, krwawe brzegi „Tej, która nie śpi”…

| Lp. | Nazwisko, imię, imię po ojcu          | Data urodzenia, wiek | Miejsce pracy, nauki                                       | Miejsce pochówku     |
| --- | ------------------------------------- | -------------------- | ---------------------------------------------------------- | -------------------- |
| 1   | Ariech Wiktoria Anatolieuna           | 1982.10.02 (16)      | Szkoła Średnia Nr 189 (uczennica)                          | Draniczikowo         |
| 2   | Bielicka Ksenia Anatolieuna           | 1982.02.10 (17)      | ?                                                          | cmentarz Wschodni    |
| 3   | Bielska Anastasija Walerjeuna         | 1980.11.27 (18)      | Politechniczne technikum                                   | Mołodeczno           |
| 4   | Bibiło Marina Pietrouna               | 1981.03.12 (18)      | Białoruski Uniwersytet Państwowy, studentka                | cmentarz Wschodni    |
| 5   | Bobrikowa Olga Walerjeuna             | 1980.08.16 (18)      | Białoruska Państwowa Akademia Politechniczna, studentka    | cmentarz Wschodni    |
| 6   | Brieczko Anna Mikałajeuna             | 1977.06.29 (21)      | BKKU, studentka                                            | cmentarz Wschodni    |
| 7   | Buriec Andrej Aleksandrowicz          | 1980.07.26 (18)      | BATU, student                                              | rejon zdzięciolski   |
| 8   | Wisznieuska Alena Wiktarauna          | 1981.11.07 (17)      | S.SZ. Nr 189, uczennica                                    | cmentarz Czyżowski   |
| 9   | Wodopjałowa Matriena Arefjeuna        | 1938 (61)            | emerytka                                                   | cmentarz Północny    |
| 10  | Hahanowa Olga Aleksandrauna           | 1984.05.03 (15)      | Szkoła Średnia Nr 192, uczennica                           | cmentarz Czyżowski   |
| 11  | Hobien Uładzimir Iwanawicz            | 1975.06.11 (23)      | OMON GUWD m. Mińska, milicjant                             | Jarcewo              |
| 12  | Żewżik Olga Kanstancinauna            | 1982.02.12 (17)      | Szkoła Średnia Nr 97, uczennica                            | Fanipal              |
| 13  | Żołobowa Julia Uładzimirauna          | 1980.09.23 (18)      | PO MGMI, słuchaczka                                        | Rzeczyca             |
| 14  | Zielenkiewicz Igor Wasiljewicz        | 1971.03.06 (28)      | Nie ustalono. Rodzina nie wie.                             | Pietrowice           |
| 15  | Zujebska Maria Stanisławauna          | 1963.12.11 (35)      | PKOOO „Kierida”, gł. buchalter                             | Krematorium          |
| 16  | Ińkowa Maria Michajłauna              | 1983.10.18 (15)      | Szkoła Średnia Nr 138, uczennica                           | cmentarz Kalwaryjski |
| 17  | Karpienko Żanna Walerjeuna            | 1981.10.09 (17)      | ?                                                          | cmentarz Czyżowski   |
| 18  | Kaszicka Tacjana Anatoljeuna          | 1978.11.12 (20)      | Białoruski Państwowy Uniwersytet Technologiczny, studentka | cmentarz Czyżowski   |
| 19  | Kislou Wasilij Filippowicz            | 1957.06.24 (41)      | SU Nr 19, kamieniarz                                       | cmentarz Wschodni    |
| 20  | Kowalienok Aleksandr Mikałajewicz     | 1980.08.24 (18)      |                                                            | cmentarz Czyżowski   |
| 21  | Kołkowska Anna Iwanauna               | 1972.05.06 (27)      | MAZ                                                        | rejon stołpecki      |
| 22  | Konaszenok Maryna Wiktarauna          | 1984.07.25 (14)      | Szkoła Średnia Nr 191, uczennica                           | rejon smolewicki     |
| 23  | Korzun Dzmicier Georgijewicz          | 1979.02.12 (20)      |                                                            | Swietłagorsk         |
| 24  | Korniejenkowa Anastasija Aleksiejeuna | 1981.02.14 (18)      | Sklep Nr 1 Cz.P. „Bigospiec”, kasjerka                     | cmentarz Wschodni    |
| 25  | Kostricki Aleksandr Uładzimirawicz    | 1980.02.12 (19)      |                                                            | cmentarz Czyżowski   |
| 26  | Kułak Andrej Uładzimirawicz           | 1983.08.25 (15)      | Szkoła Średnia Nr 195, uczeń                               | cmentarz Kalwaryjski |
| 27  | Łoban Swiatłana Alaksandrauna         | 1972.08.16 (26)      |                                                            | cmentarz Kalwaryjski |
| 28  | Mielnikawa Ałła Uładzimirauna         | 1975.07.12 (23)      | Szpital MSW, lekarz                                        | cmentarz Wschodni    |
| 29  | Moroz Tacjana Uładzimirauna           | 1981.06.21 (17)      |                                                            | Michanowicze         |
| 30  | Miadiel Pawał Iharjewicz              | 1982.10.15 (16)      | Nie pracujący                                              | cmentarz Północny    |
| 31  | Nasonawa Elena Siarhiejeuna           | 1982.10.15 (16)      | Szkoła Średnia Nr 191, uczennica                           | cmentarz Wschodni    |
| 32  | Nikitienko Wolha Iwanouna             | 1983.05.19 (16)      | Technikum Materiałów Budowlanych, uczennica                | cmentarz Wschodni    |
| 33  | Nowakouska Aleutina Piatrouna         | 1983.03.23 (16)      | ?                                                          | cmentarz Czyżowski   |
| 34  | Orieł Wolha Uładzimirauna             | 1979.09.29 (19)      | Białoruski Państwowy Uniwersytet Technologiczny, studentka | rejon bobrujski      |
| 35  | Palwinska Wolha Adrejeuna             | 1979.06.15 (19)      | Belgoskonserwatoria                                        | g.p. Obol            |
| 36  | Płaksa Wolha Alehauna                 | 1986.01.15 (13)      | Szkoła Średnia Nr 62, uczennica                            | Kołodiszcze          |
| 37  | Podżaraja Maria Aleksiejeuna          | 1980.08.11 (18)      | Białoruska Państwowa Akademia Politechniczna, studentka    | Nowołukoml           |
| 38  | Rak Elena Mikałajeuna                 | 1983.01.24 (16)      |                                                            | rejon smolewicki     |
| 39  | Romanouska Tacjana Mikałajeuna        | 1975.03.17 (24)      | ?                                                          | cmentarz Północny    |
| 40  | Rusakowicz Inessa Stanisławauna       | 1952.11.19 (46)      | MTZ, sekretarka                                            | Krematorium          |
| 41  | Riabokoń Hienadź Witaljewicz          | 1974.12.27 (24)      | OPO GUWD Mińskiego Miejskiego Komitetu Wykonawczego        | cmentarz Kalwaryjski |
| 42  | Cauko Anastasija Wiktarauna           | 1981.11.24 (17)      | Szkoła Średnia Nr 157, skończyła 11 klas                   | cmentarz Kalwaryjski |
| 43  | Timoszkowa Wolha Wasiljeuna           | 1982.10.02 (16)      | BPU elektroniki                                            | cmentarz Północny    |
| 44  | Tkaczewa Elena Sławouna               | 1982.10.15 (16)      | Szkoła Średnia Nr 98, uczennica                            | Cmentarz Wschodni    |
| 45  | Filippowa Elena Mikałajeuna           | 1985.09.30 (13)      | Szkoła Średnia Nr 11, uczennica                            | Siennica             |
| 46  | Chitrun Liliana Hienadzieuna          | 1980.05.06 (19)      | Białoruski Państwowy Uniwersytet Ekonomiczny, studentka    | rejon lidzki         |
| 47  | Chikunau Siarhiej Aleksandrawicz      | 1979.08.12 (19)      | Technikum Architektoniczno-Budowlane                       | cmentarz Czyżowski   |
| 48  | Szajko Alaksandr Wasiljewicz          | 1977.05.28 (22)      | MAZ, robotnik                                              | Michanowicze         |
| 49  | Szewielewa Iryna Leanidauna           | 1980.12.17 (18)      | Szkoła Średnia Nr 45, uczennica                            | rejon smolewicki     |
| 50  | Szyława Anna Dzimitryjeuna            | 1981.08.15 (17)      | ?                                                          | cmentarz Czyżowski   |
| 51  | Szkurdze Ludmiła Alaksandrauna        | 1976.02.20 (23)      |                                                            | cmentarz Kalwaryjski |
| 52  | Jancawa Jelena Mikałajeuna            | 1983.10.02 (15)      | Szkoła Średnia Nr 174, uczennica                           | cmentarz Wschodni    |
| 53  | Saładkiewicz Siarhiej Andrejewicz     | 1980.04.19 (19)      | PTU Nr 23, uczeń                                           | Wołożyn              |